# 格里拉巴赫河
48°44′31″N 13°34′11″E / 48.741997°N 13.569806°E
格里拉巴赫河是德國的河流，位於該國東南部，由巴伐利亞負責管轄，屬於奧斯特巴赫河的支流，河道全長9.1公里，流域面積18.9平方公里。